# Архимандрит
Архимандрит је највиши монашки презвитерски чин у Православној цркви.

## Значај чина
Архимандритски чин одговара мирском презвитерском чину протојереј-ставрофора. У Српској православној цркви чин архимандрита даје Свети архијерејски синод на предлог надлежног епархијског архијереја.
Архимандрит има право ношења напрсног крста. Име потиче од грчких речи архи (изнад, над) и египатске речи мандра (стадо). Архимандрит је онај који надгледа стадо, као што је Исус Христос надгледао своје стадо. Ово одликовање се даје заслужним свештеномонасима у позним годинама њиховог живота у знак захвалности за жртву коју су принели за напредак црквеног живота и Цркве.